# 1. armada (Avstro-Ogrska)
Za druge 1. armade glejte 1. armada.
1. armada (izvirno nemško 1. Armee) je bila armada k.u.k. Heera med prvo svetovno vojno.

## Zgodovina
Armada je bila ustanovljena avgusta 1914 in razpuščena 26. julija 1916; v vsem času obstoja je delovala na vzhodni fronti.
Armada je bila ponovno ustanovljena 16. avgusta istega leta in bila dokončno ukinjena 15. aprila 1918; tudi v tem času obstoja je delovala le na vzhodni fronti.

## Vodstvo
Poveljniki
- Prva formacija:
- general konjenice Victor Dankl von Krasnik: avgust 1914–23. maj 1915
- general konjenice Karl Kirchbach auf Lauterbach: 23. maj 1915–10. junij 1915
- Feldzeugmeister/generalpolkovnik Paul Puhallo von Brlog: 10. junij 1915–26. julij 1916

- Druga formacija:
- general pehote Arthur Arz von Straußenburg: 16. avgust 1916–februar 1917
- generalpolkovnik/feldmaršal Franz Rohr von Denta: februar 1917–15. april 1918

## Organizacija
Avgust 1914
- 1. korpus (Krakov)

- 5. pehotna divizija (Olomouc)
- 45. domobranska pehotna divizija (Krakov)

- 5. korpus (Bratislava)

- 13. pehotna divizija (Bratislava)
- 33. pehotna divizija (Komarno)
- 37. honvedska pehotna divizija (Bratislava)

- 10. korpus (Przemysl)

- 2. pehotna divizija (Jaroslav)
- 24. pehotna divizija (Przemysl)
- 45. domobranska pehotna divizija (Przemysl)

- Armadne enote

- 12. pehotna divizija (Krakov)
- 3. konjeniška divizija (Dunaj)
- 9. konjeniška divizija (Lvov)
- 1. domobranska pehotna brigada (Dunaj)
- 36. domobranska pehotna brigada (Litoměřice)
- 101. domobranska pehotna brigada (Budimpešta)
- 110. domobranska pehotna brigada (Krakov)
- 1. pohodna brigada (Krakov)
- 5. pohodna brigada (Bratislava)
- 10. pohodna brigada (Przemysl)
- Poljska legija